# محوطه پاکل
محوطه پاکل مربوط به عصر مس - مفرغ است و در شهرستان ایلام، بخش مرکزی، دهستان چنار باشی، روستای پاکل واقع شده و این اثر در تاریخ ۲۶ اسفند ۱۳۸۷ با شمارهٔ ثبت ۲۶۰۱۹ به‌عنوان یکی از آثار ملی ایران به ثبت رسیده است.